# Bhogavati
Bhogavati, enligt hinduisk mytologi, är en underjordisk stad och hemvist för nagas, i regionen Nagaloka i Patala. Staden kallas också för Putkari.